# Zornia quilonensis
Zornia quilonensis là một loài thực vật có hoa trong họ Đậu. Loài này được Ravi miêu tả khoa học đầu tiên.